# Banyoles
Banyoles (spanisch Bañolas) ist eine katalanische Stadt in der Provinz Girona im Nordosten Spaniens. Sie ist die Hauptstadt der Comarca Pla de l’Estany.

## Geographische Lage
Banyoles liegt etwa 15 Kilometer nördlich von Girona.

## Sehenswert
Die Stadt ist bekannt durch ihren See Estany de Banyoles (Touristisches Zentrum und Wassersport). Am 8. Oktober 1998 sank ein Ausflugsboot mit 141 französischen Touristen auf dem Banyoles-See. Das Unglück forderte 22 Menschenleben und 38 Verletzte.
Die Stadt verfügt über eine Altstadt aus dem 13. und 14. Jahrhundert. Im Archäologischen Museum „Museu Arqueologic Comarcal“ werden archäologische Funde der Umgebung ausgestellt. Daneben besteht das „Museu Darder“ zur Natur- und Kolonialgeschichte.
In Banyoles wurde 1990 La Draga, eine Feuchtbodensiedlung der späten Cardial-Kultur oder des frühen Epi-Cardial entdeckt.

## Rudersport
Bei den Ruderern ist Banyoles spätestens seit den Olympischen Spielen 1992 bekannt, als dort die olympische Regatta ausgetragen wurde. Seither ist Banyoles ein beliebtes Trainingsrevier für zahlreiche europäische Topmannschaften. 2004 wurden die Ruder-Weltmeisterschaften in Banyoles ausgetragen.

## Triathlon
In Banyoles werden alljährlich die Premium-Europacup-Bewerbe (2012 sogar ein Weltcup) im Triathlon ausgetragen, auch Carolina Routier, die spanische Triathlon-Meisterin 2011, stammt aus Banyoles.

## Städtepartnerschaften
- Céret im Département Pyrénées-Orientales, (Frankreich)
- Segundo Montes, El Salvador
- Condega, Nicaragua

## El Negro de Banyoles
Im 1916 eingerichteten Museu Darder befand sich bis 1997 als Schauobjekt ein menschlicher männlicher Körper eines San oder Buschmanns, die nach einem Leichendiebstahl durch die Gebrüder Jules und Alexis Verreaux aus Botswana 1831 über Kapstadt nach Paris und 1888 zur Weltausstellung nach Barcelona und dann weiter nach Banyoles gekommen war. Die zurückgeführten Überreste wurden im am 5. Oktober 2000 in Gaborone in Botwana bestattet. Zuvor hatte der Fall internationales Aufsehen bis zum UN-Generalsekretär erregt, auch weil in Banyoles 1992 Ruderwettbewerbe der Olmpischen Spiele in Barcelona ausgerichtet wurden.

## Unterkiefer von Banyoles
1887 wurde in der Nähe von Banyoles ein fossiler Unterkiefer geborgen, dem das für den anatomisch modernen Menschen (Homo sapiens) charakteristische Kinn fehlte. Diese Auffälligkeit und mehrere in jüngerer Zeit vorgenommene, teils voneinander stark abweichende Datierungen wiesen auf ein Alter von vermutlich mehr als 50.000 Jahren hin, was wiederum dahingehend interpretiert wurde, dass der Unterkiefer von einem späten Neandertaler stammt. Eine Anfang Dezember 2022 online veröffentlichte Studie, in der die typischen morphologischen Merkmale des Neandertalers und des Homo sapiens gegeneinander abgewogen und die Glaubwürdigkeit der einzelnen Datierungen erörtert wurden, kam jedoch zu dem Ergebnis, dass das Fossil vermutlich zwischen 45.000 ± 4.000 und 66.000 ± 7.000 Jahre alt zu sein scheint und dem Homo sapiens zuzuordnen sei. Da dieser erst vor etwa 44.000 Jahren (cal BP) Europa zu besiedeln begann, würde dieser Unterkiefer – sollten die Interpretationen der Forscher langfristig Bestand haben – der früheste Belege für die Anwesenheit des anatomisch modernen Menschen auf diesem Kontinent sein.

## Persönlichkeiten
- Esther Guerrero (* 1990), Mittelstreckenläuferin